# Lingua buriata

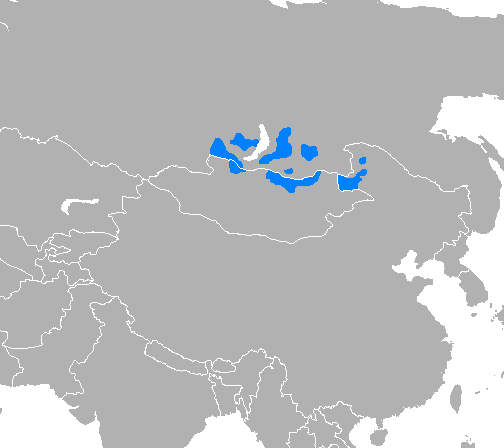
Distribuzione geografica della lingua buriata

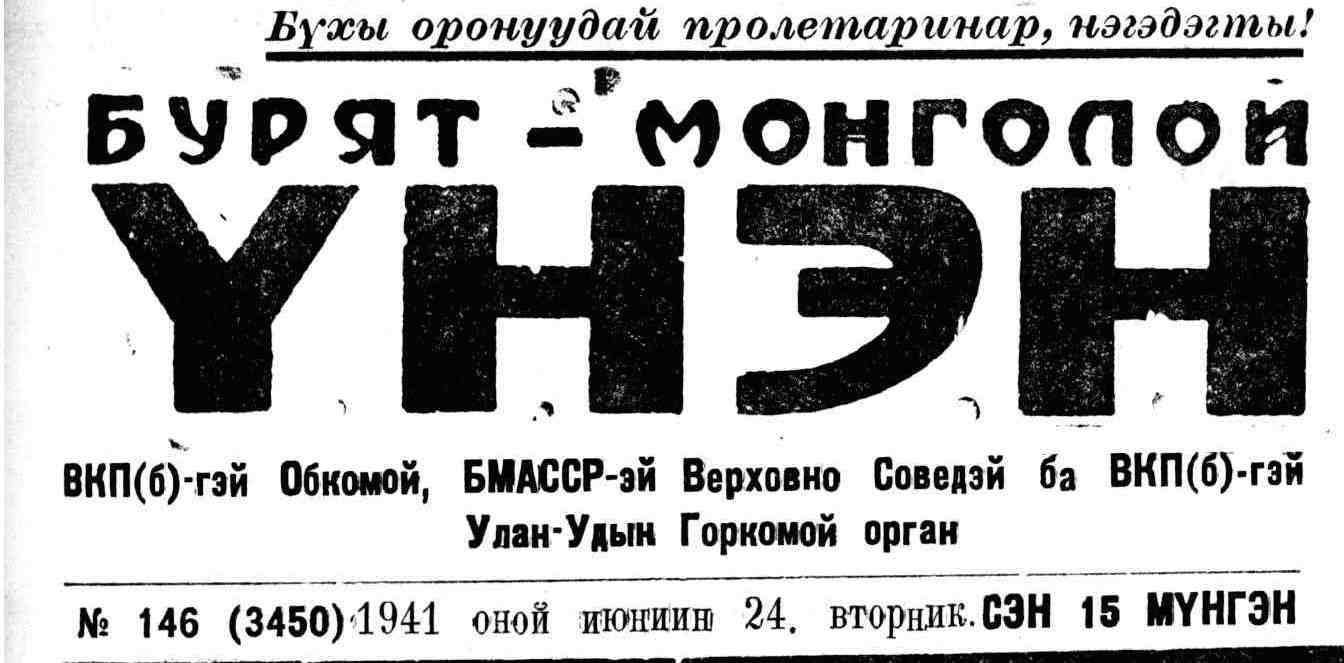
Il quotidiano Buryad Unen in scrittura Buriata (derivata dal Cirillico)

La lingua buriata o buriato (nome nativo: буряад хэлэн, burjaad hèlèn; in russo: бурятский язык, burjatskij jazyk) è una lingua mongolica parlata in Cina, Mongolia e Russia.

## Distribuzione geografica
Secondo l'edizione 2009 di Ethnologue, il buriato è parlato da circa 500.000 persone, la maggior parte delle quali stanziate in Siberia; i locutori in Cina e in Mongolia sono circa 65.000 per paese.

### Lingua ufficiale
Il buriato è lingua ufficiale della Buriazia, repubblica della Federazione Russa.

### Dialetti e lingue derivate
Lo standard ISO 639-3 classifica il buriato come macrolingua composta dai seguenti membri:
- lingua buriata della Cina [bxu]
- lingua buriata della Mongolia [bxm]
- lingua buriata della Russia [bxr]

## Sistema di scrittura
Per la scrittura viene utilizzato attualmente l'alfabeto cirillico. In Mongolia in passato furono utilizzati anche l'alfabeto mongolo, fino al 1917, e l'alfabeto latino, fino agli anni 1930.